# Mapa interactivo
Mapa interactivo es aquella representación cartográfica desarrollada en entornos computacionales que aúna el mapa con la capacidad de interactividad sobre él, lo que posibilita que el usuario pueda desplazarse, hacer zum, activar o desactivar capas de información geográfica, consultar información incrustada, junto a aquellas capacidades que el método de desarrollo ofrezca.
Así, a través de los entornos computacionales, se establecen vínculos a otros tipos de presentaciones de datos estadísticos o técnicas gráficas distintas de los mapas tradicionales, lo que permite transmitir información sobre la disposición espacial de los datos y cómo esa información se relaciona con otros atributos.

## Características
La capacidad de hacer zum, de ajustar el tamaño del área de visión según el interés, equivale a disponer del mapa en la escala adecuada para la visualización de detalles o visión general, lo que, junto a la posibilidad de activar capas de información geográfica, si así lo ofrece el mapa interactivo, permite la generación de mapas temáticos accesibles en el nivel de detalle deseado, a través de la capacidad de interacción que los dispositivos computacionales ofrecen.
En este mapa es posible situar marcadores, generalmente en forma de icono, aunque también puntos, líneas o áreas, que pueden estar vinculados a datos de referencia, de información de variado tipo –textual, gráfica, multimedia, hiperenlace, entre otros– que será cargada a demanda del usuario, uno de los elementos fundamentales de la interactividad, del hipertexto, de los documentos electrónicos, pues de un mapa digital se trata.

## Estructura
Los mapas interactivos se almacenan en servidores, generalmente servidores web,  a los que accede el usuario, humano o máquina, pudiendo encontrarse integrados estos mapas en páginas web sin que exista noción de discontinuidad, al incorporarse a espacios textuales, a cualquier espacio, e integrándose en los mismos, a través de los recursos de programación adecuados, como el uso de iframe, lo que permite una incrustación transparente para el usuario.
Un caso específico son los servidores de datos espaciales que pueden proporcionar conexiones de bases de datos en tiempo real (bases de datos relacionales u orientadas a objetos) para múltiples clientes SIG, unos servidores diferentes de los servidores de archivos tradicionales, resultando esenciales para el establecimiento de Infraestructuras de Datos Espaciales integrales.

## Tipos
Dentro de un concepto más amplio, encuadrado en la geovisualización, incluso en la neogeografía, se tienen varios tipos de mapas que se pueden considerar interactivos, con características específicas.

### Cartografía multimedia
La cartografía multimedia es una reciente expansión de la cartografía en respuesta a los rápidos avances de los gráficos por ordenador y la comunicación de información a través de Internet.
Así, los cartógrafos ya no se limitan a producir mapas estáticos como una única representación gráfica del entorno, pasando a representar el entorno con "puntos calientes", enlaces y vínculos relacionados con información adicional en una base de datos, en un sitio Web o en un archivo de imágenes y sonidos digitales, algo que se produce de manera rutinaria para programas comerciales de visualización de mapas disponibles en distintos soportes, CD, ePub, primordialmente en Internet.
Muchos de estos mapas también son interactivos, y a veces se les añade sonido para enfatizar mejor las características, destacar la importancia de lugares particulares, o reforzar los cambios en las cantidades numéricas a lo largo del tiempo en ciertos lugares del mapa.
| |
| Vídeo de mapa bidimensional interactivo con el número de proyectos de asociación público-privada de la Base de Datos del Banco Mundial. |

| |
| Vídeo de mapa tridensional interactivo giratorio del número de proyectos por país con código abierto de la Base de Datos del Banco Mundial. |

Un ejemplo de las capacidades de la cartografía multimedia son los anteriores vídeos de mapas interactivos que representan magnitudes agregadas en un momento concreto, como el número de proyectos de colaboración público-privada ejecutados en países emergentes, mapas basados, a su vez, en la Base de Datos del Banco Mundial, en el acceso abierto a la información general y geográfica.

### Mapa dinámico
Un tipo específico de mapa en entorno computacional es el mapa dinámico, también conocido como animaciones de mapas, que se basa en seis elementos de diseño dinámico que pueden ser utilizados para facilitar el diseño de mapas animados, siendo fecha de visualización, duración, tasa de visualización, frecuencia, orden de visualización y sincronización, de modo que entrelazando los elementos del diseño, los niveles de medición de los datos y sus características espaciales, se representan eficazmente todos los fenómenos geográficos reflejados en los mapas.
Un ejemplo ampliamente difundido de mapa dinámico son los mapas animados o animaciones de mapas de pronóstico del tiempo creados a partir de bucles de imágenes de satélites, siendo un elemento muy destacado en los programas de noticias.
Otros ejemplos de mapas dinámicos son los sobrevuelos del terreno, los mapas temáticos animados de datos estadísticos recopilados durante muchas décadas y las representaciones en cambios de características físicas a lo largo del tiempo, como continentes a la deriva, tsunamis e incendios forestales.
Muchos de estos mapas, quizás la gran mayoría, también son interactivos, disponiendo de elementos de control, como parada/activación, selección de periodos temporales, zonas geográficas, países, o análisis de distintas variables, usando, a veces, características de los mapas multimedia, como el sonido.

#### GIF

Evolución del Imperio Romano

Un tipo que se puede considerar mapa dinámico es el desarrollado o presentado en formato GIF, una capacidad muy versátil, que permite su difusión en muy diversos entornos computacionales, sin requerir de especiales configuraciones. Generalmente su relación interactiva se limita a su lanzamiento o parada.
Resulta una técnica que se puede considerar asociada a time-lapse, como secuencia continua de una serie de mapas que muestran la evolución del fenómeno analizado, pudiendo presentarse en ese formato GIF o como una secuencia de imágenes en modo vídeo.

#### Vídeo
Las secuencias de imágenes en formato vídeo representan escenas en movimiento, permitiendo la generación de vídeo a partir de espacios geográficos virtuales, entorno sintético o ambiente simulado, una simulación computacional que representa actividades con un alto nivel de realismo, desde la simulación de los teatros de guerra a espacios y terrenos basados en diferente información geográfica digital, como un Modelo Digital del Terreno con imágenes aéreas o de satélite actuando como recubrimiento realista de ese terreno.
Este recurso, al igual que el GIF, permite su difusión en muy diversos formatos de vídeos digitales para su gestión en entornos computacionales, posibilitando su inclusión en procesos de producción de multimedia, efectos especiales y otros,  sin requerir de especiales configuraciones, salvo las propias del dominio de la técnica necesaria.

### Mapa en tiempo real
Un caso específico, desarrollado cada vez más, es el mapa que transmite en tiempo real o próximo al tiempo real información de variado tipo asociada a un espacio geográfico, específico o global, relacionada con el fenómeno analizado, recursos basados en arquitecturas distribuidas que pueden incluir un SGBD distribuido, Sistema de gestión de bases de datos relacionales orientadas a objetos, que gestione los datos en múltiples ubicaciones geográficas y servicios web, proporcionando el conjunto acceso en tiempo real a los datos servidos, a su vez, desde diferentes ubicaciones geográficas, generalmente sobre Internet.
Pueden ser ejemplos «Flightradar24», un servicio de seguimiento de vuelos global que proporciona información en tiempo real sobre miles de aviones en vuelo de todo el mundo, algo que, por ejemplo, permitió conocer en todo momento la situación la Vuelo 837 de Air Canada. También «Monitor en Tiempo Real de Eventos Naturales en América Central», sistema de alerta e formación ciudadana, o la evolución del SARS-CoV-2, propagación y afección.

## Entornos
Los mapas interactivos se desarrollan en múltiples entornos, lenguajes de programación o plataformas digitales específicas, pudiendo ser de tipo gubernamental, privado –generalmente comercial–, individual, colaborativo, académico y otras variadas formas.
De tipo comercial se puede tener como ejemplo Google Maps, de la comercial Alphabet Inc., siendo prototipo de plataforma colaborativa OpenStreetMap, resultando una base de datos espaciales con salida o renderización en formato de mapa.

### Wikimedia
Wikimedia dispone de plugins y plantillas específicamente orientadas a la creación y gestión de mapas interactivos en los entornos propios, Wikipedia y proyectos afines, unos recursos basados en la extensión Kartographer, a su vez basada en OpenStreetMap, lo que resulta en que los mapas interactivos de Wikipedia, Wikimedia en general, usan OpenStreetMap como base cartográfica.
| Omnioramas de Bembibre |

| Leyenda: Pulse sobre el icono azul o título para situar el elemento sobre el mapa interactivo. |                                      |                        |
|                                                                                                |                                      |                        |
| Bembibre                                                                                       |                                      |                        |
| Edificios religiosos:                                                                          | Iglesia parroquial de San Pedro      | El Santo               |
| Museos:                                                                                        | Museo de Arte Sacro de Bembibre      | Museo Alto Bierzo      |
| Edificios públicos                                                                             | Centro Cultural Casa de las Culturas | Teatro Benevivere      |
| Vías públicas y otros elementos                                                                | Calle Lope de Vega - Centro Cultural | Camposanto de Bembibre |
|                                                                                                | Estación y línea ferroviaria         |                        |
| Grupos escultóricos                                                                            | Rotonda del Señor de Bembibre        |                        |

La necesidad de pulsar sobre el mapa, o en el icono superior derecha, para acceder a mapa interactivo se da en el entorno Wikipedia, un aspecto que puede ser considerado una carencia o malfunción. En otros entornos, como Wikiviajes –artículo con mapa en Wikiviajes– se tiene un mapa interactivo sin salir del entorno textual, el contexto en que ese mapa se incardina. Igual sucede en el entorno Wikimedia Commons, espacio en que se genera este mapa, en lenguaje GeoJSON, mapa después usado en otros espacios, como este.

#### Mapa de consulta
Un caso específico, en el entorno Wikimedia, es aquel mapa que, además de interactivo, se puede considerar dinámico, en cuanto a la información trasmitida, una información producto de una consulta SPARQL a una base de datos específica, a Wikidata. Fruto de esa consulta se obtienen los datos existentes en ese momento en Wikidata, actualizándose el mapa de forma dinámica al ser modificada esa información.
Así, en el mapa de «Gobernadores de los estados de EE.UU. con partido político de afiliación» , el cambio de cualquiera de ellos en el ejercicio político, reflejado en Wikidata, nombre, fotografía y enlace a su posible artículo en Wikipedia, se actualizará en este mapa, que podrá cambiar la distribución de colores, sin necesidad de modificación alguna, pues los datos mostrados, tras la consulta a esos valores, se reflejarán de modo automático.
De ese modo, un artículo con ese mapa, siempre proporcionará una información actualizada, ya que Wikidata se comporta como una base de datos espaciales, como  un servidor de datos espaciales, al que se realizan consultas en el entorno SPARQL, obteniéndose la información disponible en ese momento en esa base de datos, resultando, así, un mapa dinámico en cuanto a la información reflejada.

### Otros entornos
Otros entornos, y usos, únicamente a modo de ejemplo, pueden ser:
De carácter gubernamental
- Visor Iberpix, aplicación web desarrollada por el Instituto Geográfico Nacional de España,  que tiene como objetivo proporcionar una herramienta para facilitar la localización de diferentes espacios a lo largo de todo el territorio español, con buscador, diferentes capas y una ayuda muy extensa y formativa.
- Recursos parecidos o similares existen en diversos ámbitos administrativos, desde autonómico a municipal, desarrollados en el entorno de las Infraestructuras de Datos Espaciales, IDEs.

De carácter académico o investigación
- Cartografía urbana contemporánea  (1800 - 1950), un recurso destinado a personas interesadas en la cartografía urbana histórica, con casi 1000 mapas de 131 ciudades españolas entre los años 1800 y 1950 en el momento de su lanzamiento, proyecto desarrollado en el entorno académico.
- Conexo, El ferrocarril y la ciudad en la península ibérica (1850 - 1950), recurso desarrollado por el mismo grupo de investigación.

De carácter divulgativo
- El mapa humano de una década, muestra del uso de mapas dinámicos en prensa generalista, al igual que
- Así ha evolucionado la inmigración en España en las dos últimas décadas, provincia a provincia, con diferente estilo de gestión.

Estos mapas interactivos suelen ser desarrollados sobre plataformas comerciales orientadas a esa finalidad, permitiendo la integración de los mapas u otros productos en los espacios web propios, un recurso utilizado por diferentes entidades, como la prensa generalista, más específicamente en el denominado periodismo de datos.
En tiempo real
- Flightradar24, un servicio de seguimiento de vuelos global que proporciona información en tiempo real sobre miles de aviones en vuelo de todo el mundo
- Monitor en Tiempo Real de Eventos Naturales en América Central
- Seguimiento en tiempo real de la evolución del SARS-CoV-2